# 북인
북인(北人)은 조선 붕당정치의 당파로, 조선 중기 이후 동인이 분파되면서 발생했다. 동인을 뿌리로 둔 남인과 북인, 서인에서 갈라진 노론과 소론 함께 사색당파를 형성했다.
'건저의 문제'(1591)로 몰락한 서인들에 대한 처결에 있어서 이견이 발생하여 동인이 강경파와 온건파로 분열하며 북인(강경파)이라는 붕당이 태동했다. 임진왜란(1592) 이전에 남인에게 밀려났으나 전란중에 북인에서 의병장을 다수 배출하며 정계의 주도권을 획득했다. 선조 말년에 세자책봉 문제가 대두되었을때, 영창대군을 지지하는 소북과 광해군을 지지하는 대북으로 분당되었다. 광해군이 즉위하며 대북파가 집권했으나 인조반정(1623)으로 북인은 사실상 완전히 붕괴되었다.

## 성리학적 정체성
북인은 성리학의 정통이 이언적, 이황이 아니라 조식에게 있다는 회퇴변척론(晦退辨斥論)을 편다. 1611년에 정치적, 사회적 열세를 만회하기 위한 수단이었다.

## 구성
붕당 정치 초기부터 서인과 대립하던 동인은 조선 선조 때 일어난 정여립의 역모 사건을 계기로 남인과 북인으로 분파되었다. 서인 정철의 건저의 사건을 전후하여 정여립의 사형을 주장한 서인과의 대결에서 남인은 상대적으로 온건론을 내세웠고, 강경파는 북인을 형성했다. 중심 인물은 정인홍, 정여립, 이발(李潑), 이산해 등이다. 이들은 유성룡이 이끄는 남인과 대립하였으며, 학문적으로는 조식을 따르는 선비들이었다. 반면 남인에는 이황의 학문을 계승하는 유학자들이 참가했다.
이발과 이산해의 집이 각각 서울 북악밑과 한강 이북에 있었기 때문에 북인이라 불렀으며 이들과 뜻을 달리했던 우성전이 남산 밑에 살았기에 남인이라 불렀다.

## 대북파와 소북파
1602년에 임진왜란 발발의 책임과 타협적 정책을 빌미로 정인홍의 탄핵을 받은 유성룡이 밀려나면서 북인이 정권을 장악했다. 북인은 고위 관료 중심의 대북과 신진 세력인 소북의 두 개 정파로 구성되었으며, 선조 말기에는 소북이, 광해군 대에는 대북이 집권했으며, 소북은 영창대군을, 대북은 광해군을 지지하였다.
1606년에는 인목대비가 선조의 유일한 적자인 영창대군을 출산하여 왕위 계승을 둘러싼 정쟁이 치열해졌다. 선조가 1608년에 세자 문제를 결정 짓지 못하고 사망하여 광해군이 등극하면서 광해군을 적극 지지한 대북이 집권당으로 부상했다. 이이첨과 허균, 홍여순이 대표적인 인물이다.
대북은 다시 육북(肉北)·골북(骨北)·중북(中北)으로 나뉘며, 소북은 청소북(淸小北)·탁소북(濁小北)으로 분열한다.
1623년에 서인이 주도한 인조반정이 성공하면서 북인은 몰락하였고, 특히 광해군 재위 당시 집권당이었던 대북은 거의 전멸하였다. 이후 동인의 전통은 서인의 보복을 피하여 살아남은 남인과 일부 소북이 잇게 되었다.

## 특징
북인은 임진왜란 때 화의론을 이끌었던 남인에 맞서 강력한 주전론을 펼쳤고, 실천과 실무를 중시하여 만물의 근원이나 성리학적 질서를 밝히는 데 강점을 갖고 있었다. 조선 최대의 세제 개혁으로 불리는 ‘대동법’은 임진왜란이 끝나고 민간의 부담을 최소화하면서 전후복구를 하자는 취지로 북인들이 추진했다.

## 당인
| - 곽재우 - 김면 - 이이첨 - 정인홍 - 류희분 | - 조식 - 박승종 - 류영경 - 정구 - 남이공 | - 유몽인 - 정창연 - 김신국 - 홍여순 - 이산해 |

## 같이 보기
- 서인
- 동인
- 남인

## 참고자료
- 이덕일 (2000년 9월 5일). 《송시열과 그들의 나라》. 서울: 김영사. ISBN 9788934905028.